# Juan Sandoval Íñiguez
“”

Juan Sandoval Íñiguez (Yahualica de González Gallo, Jalisco, Mèxic, 28 de març de 1933) és un cardenal de l'Església Catòlica, que serví com a arquebisbe de Guadalajara.

## Biografia
Fill d'Esteban Sandoval Ruiz i María Guadalupe Íñiguez de Sandoval, és el major de 12 germans, dels quals dos van morir de nens i un altre va ser mort.
Sandoval ingressà al seminari el 1945 i més tard es traslladà a Roma per prosseguir els estudis. Va ser ordenat prevere a Roma el 1957.
El 1961 tornà a Mèxic i va ser destinat al seminari de Guadalajara, Jalisco, on treballà primer com a professor i després com a rector.
El 1988 Sandoval va ser nomenat bisbe coadjutor de la Ciudad Juárez, ocupant la seu el 1992. Va ser investit arquebisbe de Guadalajara a l'abril de 1994, rellevant l'ocupant anterior, el cardenal assassinat Juan Jesús Posadas Ocampo, i un any després va ser creat cardenal.
Va ser un dels cardenals electors que van participar en el Conclave de 2005 que elegí el Papa Benet XVI. El cardenal Sandoval va aparèixer també regularment a la cadena catòlica de televisió mexicana "Mariavisión", amb seu a Guadalajara, normalment ensenyant el Catecisme durant breus episodis entre la programació regular.
Al desembre de 2011 el Papa Benet XVI acceptà el seu retir, i el cardenal Francisco Robles Ortega va ser nomenat el seu successor.
Va ser un dels cardenals electors que van participar en el Conclave de 2013 que trià el Papa Francesc.

## Controvèrsies polítiques
Sandoval ha intervingut en qüestions polítiques a nivell nacional. Va estar al centre de la controvèrsia de la macrolimosna el 2008, que involucrà una donació a l'Església Catòlica feta pel governador de Jalisco des dels fons públics. També ha estat sota la investigació de la SIEDO (Subprocuraduría de Investigación Especializada en Delincuencia Organizada), especialitzada en crims econòmics, per possible neteja de capitals. La investigació no comportà cap acusació.
Ha organitzat oposició contra l'ús dels condons, de l'educació sexuals o de les píndoles contraceptives d'emergència. L'agost del 2010 entrà al debat sobre la legalització del matrimoni homosexual a Mèxic acusant els jutges del Tribunal Suprem de Mèxic d'haver acceptat suborns del Partit de la Revolució Democràtica (PRD) i de l'alcalde del PRD de Ciutat de Mèxic, Marcelo Ebrard, pels estatus que legalitzen tant el matrimoni homosexual i l'adopció de nens per part d'homosexuals. Ebrad presentà una demanda per difamació en els tribunals civils a la ciutat de Mèxic, després que Sandoval es negués a retractar-se dels seus comentaris.
Ha realitzat diverses declaracions polèmiques. Ha dit: «Per ser un protestant, un no pot tenir cap vergonya»; i sobre les dones víctimes de violació va dir que «Les dones no han d'anar tan provocatives; a causa d'això hi ha tantes violacions.» Ha estat criticat per grups de drets dels homosexuals per usar el terme "maricón" per descriure els homosexuals. També afirmà que «Les desviacions d'algunes persones no han de servir per a condemnar-los, però tampoc per a presumir-ne; que les mantinguin millor en secret.»
El 2015, després de la legalització del matrimoni entre persones del mateix sexe a Mèxic, Sandoval, juntament amb l'arquebisbe Carlos Cabrero i l'exorcista espanyol José Antonio Fortea, va realitzar un exorcisme en massa contra "l'avortament, el satanisme, la corrupció, el culte de la 'santa' mort i la legalització de les aberracions sexuals".